# Светско првенство у атлетици на отвореном 1991 — скок удаљ за мушкарце
Такмичење у скоку удаљ у мушкој конкуренцији на 3. Светском првенству у атлетици 1991. у Токију одржано је 29. и 30. августа на Олимпијском стадиону.
Финале скока удаљ сматра се једним од најбољих такмичења у овој дисциплини. · .
Титулу светског првака са из Рима 1987. бранио је Карл Луис из САД.

## Контекст
Карл Луис је велики фаворит Првенства, јер није изгубио ѕа последњих десет година са 65 узастопних победа. Двоструки је олимпијски победник и двоструки светски првак у овој дисциплини. Његов највећи ривал је Мајк Пауел, освајач сребрне медаље са Олимпијским играма у Сеулу и победних многих такмичења у 1990. години. Победа Пауела над Луисом изгледала је незамисливо иако се више пута приближавао светском рекорду. Пауел стиже у Токио са личним рекордом 8,66 м у 1990. години, а најбољи резултат 1991. године 8,63 м. Луис има лични рекорд 8,79 м а најбољи резултат сезоне 6,84. Трећи Американац  је  Лари Мајрикс, један од најозбиљнијих кандидата за олимпијску медаљу.. Већ је имао скок од 8,74 м на отвореном. Пре него  је дошао на првенство овај 35. годишњак имао је најбољи скок у овој години  8,50 м.
Иза Американаца, за светско првенство се квалификовало скоковима мањим од 8,27 метара.

## Резиме
Следећег дана 30. августа, Токио су прекрили олујни облаци. Тајфун је ускоро дошао, јак ветар је често мењао правац, било је влажно и загушљиво.
Луис је финале започео рекордом светских првенстава 8,68 м и убедљиво повео остављајући најближег противника за 0,65 метара. Пауел је погрешио и скочио испод 8 метара, а Мајрикс је преступио.
У другој серији Пауел се са приближио Луису. Упркос ранијем одразу постигао је 8,54 м. Луис је преступио, а Мајрикс је трећи са 8,20 м.
У трећој серији Немац Дитмар Хаф привремено заузима треће место  са 8,22 м. Током доскока Пауел засњицом додирује песак ограничавајући скок на 8,29 м. Затим Луиз уз помоћ ветра скаче 8,83 м. близу легендарног рекорда Боба Бимона 8,90 м.
Мајрикс се враћа на треће место у четвртој серији. Пауел је извео још један погрешан скок, који је неизмерено процењен на 8,80 м. Он је лично проверио отисак спринтерица у пластелину на одскочној дасци.  Луис поново одговара још даљим скокок и иако је анемометар показао ветар јачи од дозвољеног (+3,0 м/с) резултат 8,91 м који за један центиметар бољи од рекорда Боба Бимона није признат за светски рекорд, али је признат за пласман на овом првенству.
У петој серији Пауел је направио валидан скок уз ветар од 0,3 м/с, који је у границама дозвољеним за обарање рекорда. Након неколико секунди чекања, објављена је дужина скока од 8,95 м што је нови светски рекорд, пет центиметара више него рекорд Бимона стар 23 године. После овог  скакао је Луис који се више не бори против Бимона, него Пауела. Скочио је 8,87 м са ветром у дозвољеним границам, што му је нови лични рекорд.
У последњој серији Пауел има преступ. Обукао се и чекао последњи скок Луиса. Скок је измерен  на 8,84 м. тако да је Пауел нови свестли прваки и власник светског рекорда у скоку удаљ.

## Земље учеснице
Учествовала су 43 скакача удаљ из 32 земаље.
1. Алжир (1)
2. Аустралија (1)
3. Бахаме (1)
4. Бразик (1)
5. Бугарска (2)
6. Буркина Фасо (1)
7. Габон (1)
8. Грчка (1)
9. Италија (2)
10. Јапан (1)
11. Југославија (1)
12. Кајманска Острва (1)
13. Канада (2)
14. Кенија (1)
15. Кина (2)
16. Куба (1)
17. Мађарска (1)
18. Немачка (2)
19. Нигерија (1)
20. Нови Зеланд (1)
21. Румунија (1)
22. Сенегал (1)
23. САД (3)
24. СССР (3)
25. Судан (1)
26. Турска (1)
27. Уједињени Арапски Емирати (1)
28. Уједињено Краљевство (1)
29. Финска (1)
30. Холандија (1)
31. Чехословачка (1)
32. Шведска (1)
33. Шпанија (2)

## Освајачи медаља
| Освајачи медаља |           |              |  |  |  |  |
|                 |           |              |  |  |  |  |
|                 |           |              |  |  |  |  |
|                 |           |              |  |  |  |  |
| Мајк Пауел      | Карл Луис | Лари Мајрикс |  |  |  |  |

## Рекорди
| Рекорди пре почетка Светског првенства 1991. | Рекорди пре почетка Светског првенства 1991. | Рекорди пре почетка Светског првенства 1991. | Рекорди пре почетка Светског првенства 1991. | Рекорди пре почетка Светског првенства 1991. | Рекорди пре почетка Светског првенства 1991. |
| -------------------------------------------- | -------------------------------------------- | -------------------------------------------- | -------------------------------------------- | -------------------------------------------- | -------------------------------------------- |
| Светски рекорд                               | Боб Бимон                                    | Сједињене Државе                             | 8,90                                         | Мексико Сити, Мексико                        | 18. октобар 1968                             |
| Рекорд светских првенстава                   | Карл Луис                                    | Сједињене Државе                             | 8,67                                         | Рим, Италија                                 | 5. септембар 1987.                           |
| Најбољи резултат сезоне                      | Карл Луис                                    | Сједињене Државе                             | 8,64                                         | Њујорк, САД                                  | 15. јун 1991.                                |
| Афрички рекорд                               | Јусуф Али                                    | Нигерија                                     | 8,27                                         | Лагос, Нигерија                              | 8. август 1989.                              |
| Азијски рекорд                               | Чен Цуенжунг                                 | Кина                                         | 8,25                                         | Пекинг, Кина                                 | 3. јун 1991                                  |
| Северноамерички рекорд                       | Боб Бимон                                    | Сједињене Државе                             | 8,90                                         | Мексико Сити, Мексико                        | 18. октобар 1968                             |
| Јужнпаммерички рекорд                        | Жоао Карлос де Оливеира                      | Бразил                                       | 8,36                                         | Ријети, Италија                              | 21. јул 1979.                                |
| Европски рекорд                              | Роберт Емијан                                | Совјетски Савез                              | 8,86                                         | Tsakhadzor, Јерменија                        | 22. мај 1987.                                |
| Океанијски рекорд                            | Гари Хани                                    | Аустралија                                   | 8,27                                         | Будимпешта, Мађарска                         | 20. август 1984.                             |
| Рекорди после Светског првенства 1991.       |                                              |                                              |                                              |                                              |                                              |
| Светски рекорд                               | Мајк Пауел                                   | Сједињене Државе                             | 8,95                                         | Токио, Јапан                                 | 30. август 1991.                             |
| Рекорд светских првенстава                   | Мајк Пауел                                   | Сједињене Државе                             | 8,95                                         | Токио, Јапан                                 | 30. август 1991.                             |
| Северноамерички рекорд                       | Мајк Пауел                                   | Сједињене Државе                             | 8,95                                         | Токио, Јапан                                 | 30. август 1991.                             |

### Најбољи светски резултати у 1991. години
Десет најбољих атлетичара године у скоку уудаљ пре првенства (29. августа 1991), имали су следећи пласман.
| 1.  | Карл Луис             | Сједињене Државе | 8,64 | 15. јун   |
| 2.  | Мајк Пауел            | Сједињене Државе | 8,63 | 15. јун   |
| 3.  | Лари Мајрикс          | Сједињене Државе | 8,50 | 15. јун   |
| 4.  | Левелејн Старк        | Сједињене Државе | 8,50 | 7. јул    |
| 5.  | Гордон Лејн           | Сједињене Државе | 8,28 | 30. мај   |
| 6.  | Костантинос Кукодимос | Грчка            | 8,26 | 8. јул    |
| 7.  | Џејми Џеферсон        | Куба             | 8,26 | 5. август |
| 8.  | Гордон Меки           | Сједињене Државе | 8,25 | 6. април  |
| 9.  | Џорџ Огбејде          | Нигерија         | 8,24 | 3. јул    |
| 10. | Дитмар Хаф            | Немачка          | 8,25 | 6. април  |

Такмичари чија су имена подебљана учествују на СП 1987.

## Сатница
Сва времена су по локалном времену (UTC+9)
| Датум        | Време | Коло          |
| ------------ | ----- | ------------- |
| 4. септембар | 15,10 | Квалификације |
| 5, септембар | 17,30 | Финале        |

## Резултати

### Квалификације
Квалификациона норма за улазак у финале износила је 8,05 м. Норму је прескочило 7 такмичара (КВ), још 8 се квалификовал на основу постигнутог резултата .
| Пласман | Група | Атлетичар            | Држава                    | ЛР      | ЛРС     | #1 | #2 | #3 | Рез.(м)     | Белешке |
| ------- | ----- | -------------------- | ------------------------- | ------- | ------- | -- | -- | -- | ----------- | ------- |
| 1.      | A     | Карл Луис            | САД                       | 8,79    | 8.64    |    |    |    | 8,56        | КВ      |
| 2.      | Б     | Дитмар Хаф           | Немачка                   | 8,25    | 8,23    |    |    |    | 8,21        | КВ      |
| 3.      | Б     | Лари Мајрикс         | САД                       | 8,74    | 8,50    |    |    |    | 8,20        | КВ      |
| 4.      | Б     | Мајк Пауел           | САД                       | 8,66    | 8,63    |    |    |    | 8,19        | КВ      |
| 5.      | Б     | Костадинос Кукодимос | Грчка                     | 8,26    | 8,26    |    |    |    | 8,12        | КВ      |
| 6.      | Б     | Чен Цуенжунг         | Кина                      | 8,26    | 8,26    |    |    |    | 8,05(в+2,3) | КВ      |
| 7.      | Б     | Богдан Тудор         | Румунија                  | 7,95(д) | 7,95(д) |    |    |    | 8,05        | КВ, ЛР  |
| 8.      | А     | Андре Милер          | Немачка                   | 8,11    | 7,76(д) |    |    |    | 8,04        | ќв      |
| 9.      | А     | Џејми Џеферсон       | Куба                      | 8,53    | 8,26    |    |    |    | 8,04        | ќв      |
| 10.     | А     | Ђовани Евамђелисти   | Италија                   | 8,43    | 7,93(д) |    |    |    | 8,03        | ќв      |
| 11.     | А     | Џорџ Огбејде         | Нигерија                  | 8,24    |         |    |    |    | 8,01        | ќв      |
| 12.     | А     | Владимир Очкан       | СССР                      | 8,34    | 7,84(д) |    |    |    | 8,01(в+2,1) | ќв      |
| 13.     | А     | Дејвид Кулберт       | Аустралија                | 8,13    |         |    |    |    | 8,01        | ќв      |
| 14.     | Б     | Роберт Емијан        | СССР                      | 8,86    |         |    |    |    | 8,00        |         |
| 15.     | А     | Едрик Флореал        | Канада                    | 8,20    | 8,20    |    |    |    | 7,95        |         |
| 16.     | А     | Марк Форсајт         | Уједињено Краљевство      | 8,14    | 8,14    |    |    |    | 7,95        |         |
| 17.     | А     | Хесус Оливан         | Шпанија                   | 8,12    | 8,12    |    |    |    | 7,94        |         |
| 18.     | Б     | Ијан Џејмс           | Канада                    | 8,02    |         |    |    |    | 7,94        |         |
| 19.     | А     | Милан Гамбала        | Чехословачка              |         |         |    |    |    | 7,89        |         |
| 20.     | Б     | Фаусто Фриђерио      | Италија                   |         |         |    |    |    | 7,88        |         |
| 21.     | A     | Џејмс Сабули         | Кенија                    |         |         |    |    |    | 7,86        |         |
| 22.     | B     | Јармо Керне          | Финска                    | 8,13    |         |    |    |    | 7,79        |         |
| 23.     | A     | Пауло де Оливеира    | Бразил                    |         |         |    |    |    | 7,78        |         |
| 24.     | A     | Бадара Мбенге        | Сенегал                   | 7,69    |         |    |    |    | 7,75        |         |
| 25.     | Б     | Анхел Ернандез       | Шпанија                   | 8,12    | 8,12    |    |    |    | 7,75        |         |
| 26.     | А     | Иван Стојанов        | Бугарска                  |         |         |    |    |    | 7,73        |         |
| 27.     | А     | Франс Мас            | Холандија                 | 7,84(д) | 7,45(д) |    |    |    | 7,71        |         |
| 28.     | Б     | Хуанг Генг           | Кина                      | 7,57(д) | 7,57(д) |    |    |    | 7,69        |         |
| 29.     | А     | Лотфи Кајида         | Алжир                     | 7,51    |         |    |    |    | 7,68        |         |
| 30.     | Б     | Красимир Минчев      | Бугарска                  |         |         |    |    |    | 7,62        |         |
| 31.     | Б     | Чаба Алмаш           | Мађарска                  | 7,71(д) | 7,71(д) |    |    |    | 7,62        |         |
| 32.     | Б     | Матијас Сунеборн     | Шведска                   |         |         |    |    |    | 7,61        |         |
| 33.     | Б     | Мурат Ајајдин        | Турска                    | 7,89    | 7,60(д) |    |    |    | 7,57        |         |
| 34.     | А     | Џонатан Мојле        | Нови Зеланд               | 7,55    |         |    |    |    | 7,52        |         |
| 35.     | Б     | Франк Зио            | Буркина Фасо              | 7,49    |         |    |    |    | 7,50 ЛР     |         |
| 36.     | А     | Франсоа Ретено       | Габон                     |         |         |    |    |    | 7,15        |         |
| 37.     | B     | Саед Мусабах Али     | Уједињени Арапски Емирати |         |         |    |    |    | 7,05        |         |
| 38.     | B     | Керим Стрит Томпсон  | Кајманска Острва          | 8,09    | 8,09    |    |    |    | 6,99        |         |
| 39.     | A     | Халид Ахмед Муса     | Судан                     | 7,35    |         |    |    |    | 6,58        |         |
|         | A     | Хитоши Шимо          | Јапан                     | 8,10    | 8,10    | х  | х  | х  | БП          |         |
|         | B     | Дмитриј Багрјанов    | СССР                      |         |         | х  | х  | х  | БП          |         |
|         | B     | Борут Билач          | Југославија               | 8,24    |         | х  | х  | х  | БП          |         |
|         | B     | Крег Хепберн         | Бахаме                    |         |         | х  | х  | х  | БП          |         |

Подебљани лични рекорди су и национални рекорди земље коју такмичар представља.

### Финале
Финале је одржано 30. августа..
| Поз. | Атлетичар            | Земља      | 1    | 2      | 3           | 4           | 5    | 6    | Рез.(м)     | Белешка   |
| ---- | -------------------- | ---------- | ---- | ------ | ----------- | ----------- | ---- | ---- | ----------- | --------- |
|      | Мајк Пауел           | САД        | 7,85 | 8,54   | 8,29        | x           | 8,95 | x    | 8,95        | СР        |
|      | Карл Луис            | САД        | 8,68 | x      | 8,83(в)     | 8,91(в+3,0) | 8,87 | 8,84 | 8,91        | ЛР (8,87) |
|      | Лари Мајрикс         | САД        | x    | 8,20   | x           | 8,41        | 8,42 | x    | 8,42        |           |
| 4.   | Дитмар Хаф           | Немачка    | 8,01 | x      | 8,22(в+3,3) | 8,05(в)     | x    | x    | 8,22        |           |
| 5.   | Богдан Тудор         | Румунија   | 7,85 | 8,00   | x           | x           | 8,06 | x    | 8,06        | ЛР        |
| 6.   | Дејвид Кулберт       | Аустралија | x    | 7,53 m | 8,02        | 7,27        | x    | 7,60 | 8,02        |           |
| 7.   | Ђовани Евамђелисти   | Италија    | 7,97 | 7,96   | x           | x           | 8,01 | 7,99 | 8,01        |           |
| 8.   | Владимир Очкан       | СССР       | 7,99 | x      | x           | x           | 5,89 | x    | 7,99        |           |
| 9.   | Џејми Џеферсон       | Куба       |      |        |             |             |      |      | 7,94        |           |
| 10.  | Андре Милер          | Немачка    |      |        |             |             |      |      | 7,94(в+2,4) |           |
| 11.  | Чен Цуенжунг         | Кина       |      |        |             |             |      |      | 7,92        |           |
| 12.  | Костадинос Кукодимос | Грчка      |      |        |             |             |      |      | 7,92        |           |
| 13.  | Џорџ Огбејде         | Нигерија   |      |        |             |             |      |      | 7,78        |           |

## Укупан биланс медаља у скоку удаљ за мушкарце отвореном после 3. Светског првенства 1983—1991.
|    | Земља            |   |   |   |   |
| -- | ---------------- | - | - | - | - |
| 1. | Сједињене Државе | 3 | 2 | 3 | 8 |
| 2. | Совјетски Савез  | 0 | 1 | 0 | 1 |
|    | Укупно {2}       | 3 | 3 | 3 | 9 |

|    | Атлетичарка  | Земља            |   |   |   |   |
| -- | ------------ | ---------------- | - | - | - | - |
| 1. | Карл Луис    | Сједињене Државе | 2 | 1 | 0 | 3 |
| 2. | Лари Мајрикс | Сједињене Државе | 0 | 0 | 2 | 2 |